# Miomoptera
Ordre
Familles de rang inférieur
- † Archaemiopteridae
- † Metropatoridae
- † Palaeomanteidae
- † Palaeomantiscidae
- † Permosialidae

Les Miomoptera forment un ordre d'insectes éteints qui vivait du milieu du Carbonifère jusqu'au commencement du milieu du Jurassique. Certaines familles sont considérées comme les ancêtres de tous les insectes holométaboles, c'est-à-dire, à métamorphoses complètes.

## Familles, genres et espèces[3]
- Metropatoridae
  - Metropator
- Archaemiopteridae
  - Archaemioptera
  - Eodelopterum
  - Saaromioptera
  - Tychtodelopterum
- Palaeomanteidae
  - Palaeomantis
    - Palaeomantis aestiva Novokshonov, 2000
    - Palaeomantis laeta Novokshonov et Zhuzhgova, 2002

  - Delopterum
    - Delopterum candidum Zhuzhgova, 2002
    - Delopterum rasnitssyni Novokshonov, 2000

  - Epimastax
    - Epimastax sojanensis Rasnitsyn, 1977
    - Epimastax hesterae Rasnitsyn et van Dijk, 2011

  - Miomatoneura
  - Miomatoneurella
  - Permodelopterum
  - Perunopterum
- Palaeomantiscidae
  - Palaeomantina
  - Sellardsiopsis
  - Sellardsiopsis conspicua G. Zal
- Permosialidae
  - Permonka
    - Permonka triassica A. Rasnitsyn, 1977

  - Permosialis
    - Permosialis asiatica  O. Martynova, 1961
    - Permosialis cauleoides  O. Martynova, 1961
    - Permosialis matiluna  O. Martynova, 1961
    - Permosialis mongolica  Storozhenko, 1992
    - Permosialis nana  Storozhenko, 1992
    - Permosialis perfecta  O. Martynova, 1961
    - Permosialis punctimaculosa Novokshonov,2001
    - Permosialis sibirica O. Martynova, 1961
    - Permosialis triassica Novokshonov et Zhuzhgova, 2002
    - Permosialis ualentovae Novokshonov et Zhuzhgova, 2002